# Gustav Heinrich Wiedemann
Pour les articles homonymes, voir Wiedemann.
Gustav Heinrich Wiedemann, né le 2 octobre 1826 à Berlin et décédé le 24 mars 1899 à Leipzig, est un physicien prussien.

## Biographie
Après avoir suivi des études au lycée de Cölln, il entre à l'université Humboldt de Berlin en 1844 et en obtient son diplôme de doctorat trois ans plus tard, ayant pour thème la chimie organique. Selon lui, l'étude de la chimie est un préliminaire indispensable en vue de la recherche en physique qui, pour lui, représente le "but".
Chez le physicien Magnus à Berlin, il fait la rencontre de Hermann Ludwig von Helmholtz. Wiedemann est l'un des fondateurs de la Physikalische Gesellschaft zu Berlin qui précéda la Deutsche Physikalische Gesellschaft. Avec Rudolph Franz, il développe en 1853 la loi de Wiedemann et Franz qui stipule que, dans les métaux, le rapport de la conductivité thermique à la conductivité électrique est directement proportionnel à la température.
En 1854 il quitte Berlin pour devenir Professeur de physique à l'université de Bâle. Neuf ans plus tard, il se déplace vers l'université technique de Brunswick et, en 1866, vers l'Université de Karlsruhe.
En 1871, il accepte la chaire de chimie physique à l'université de Leipzig. L'attention qu'il avait donnée à la chimie dans la première partie de sa carrière lui permet de s'y sentir à l'aise. Et lorsqu'en 1887 il est transféré à la chaire de physique, il trouve alors que son travail dans ce domaine lui est plus agréable.
Son nom est très largement connu pour son travail pour les traités scientifiques. En 1877, il succède à Johann Christian Poggendorff en prenant la responsabilité de l'édition de Annalen der Physik und Chemie, démarrant ainsi la série de cette revue périodique habituellement référencée Wied. Ann. Un autre travail monumental dont il prend la responsabilité est Die Lehre von der Elektricität, désigné en premier lieu par le titre Lehre von Galvanismus und Elektromagnetismus, un livre toujours inégalé du point de vue de la précision et de la clarté des explications, dont la première édition est publiée en 1861. Une quatrième édition, révisée et élargie, est complétée seulement peu de temps avant sa mort.
Mais son travail de recherche est également important. Ses données expérimentales sur la conductivité thermique de différents métaux deviennent pour bien longtemps les plus sûres données en la matière données aux physiciens. Son étude pour la détermination de l'ohm en termes de résistance spécifique du mercure fait apparaître son don remarquable en recherche quantitative. Il entreprend plusieurs travaux de recherche dans le domaine du magnétisme, qui vont donner lieu à la découverte de plusieurs phénomènes intéressants, dont certains seront « redécouverts » ultérieurement par d'autres. Certains de ces travaux sont liés à l'effet de la tension mécanique sur les propriétés magnétiques des métaux magnétiques, d'autres portent sur la relation entre la composition chimique et les propriétés magnétiques de certains composés, ou encore sur une analogie curieuse entre les lois de la torsion et du magnétisme. Il effectue également des travaux de recherche portant sur l'endosmose électrique et la résistance électrique des électrolytes.
Son fils aîné, Eilhard Ernst Gustav, né à Berlin le 1er août 1852, devient professeur de physique à l'Université d'Erlangen en 1886, et son fils cadet, Alfred, né à Berlin le 18 juillet 1856, devient professeur extraordinaire d'égyptologie à l'Université de Bonn en 1892.